# Выру (этнос)

Флаг этноса Выру

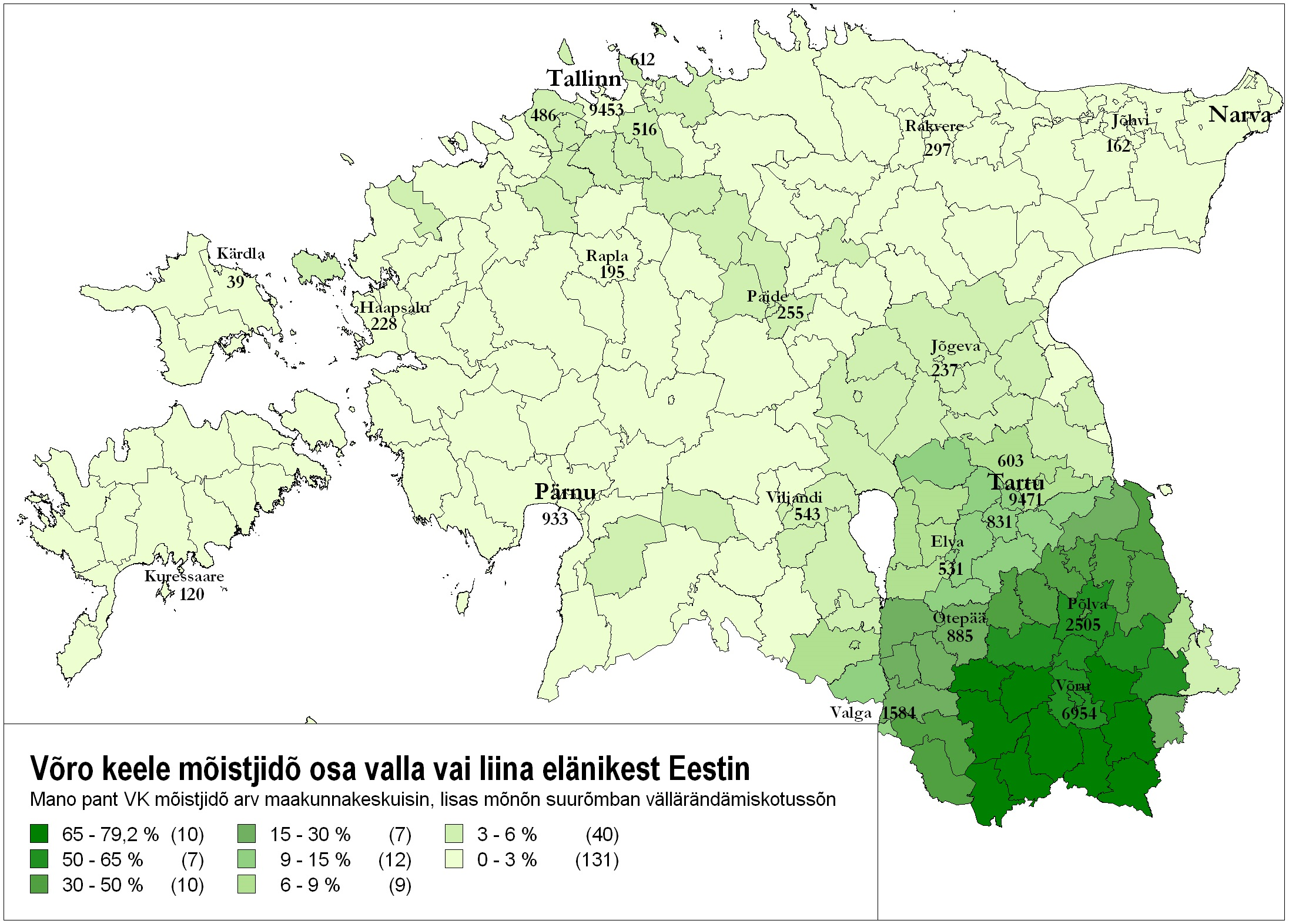
Процент носителей выруского языка в эстонских муниципалитетах и их численность в наиболее крупных населённых пунктах по данным переписи 2011 года

Выру (выр. võrokõsõq, эст. võrukesed) — коренное население юго-восточного эстонского уезда Вырумаа, имеющее сильно выраженное региональное самосознание и свой язык. Из-за тесных исторических контактов с русским населением Причудья выру традиционно исповедуют православие, хотя в независимой Эстонии делались попытки обратить выру в лютеранство, а также эстонизировать их, как и соседних сету.

## Расселение и численность
По данным Департамента статистики на 1 января 2021 года, в уезде Вырумаа проживали 34 898 человек, из них 33 110 — эстонцы. Вместе с тем, к народу выру относят себя и многие жители других уездов страны.

## Язык
Выруский диалект относится к прибалтийско-финской языковой подгруппе. Он распространён на территории области Вырумаа. Ранее он также был распространён несколько южнее и восточнее этой области — на территории России и Латвии.
По данным переписи населения 2011 года, выруским диалектом владели 87 044 эстонца.